# Southside Festival

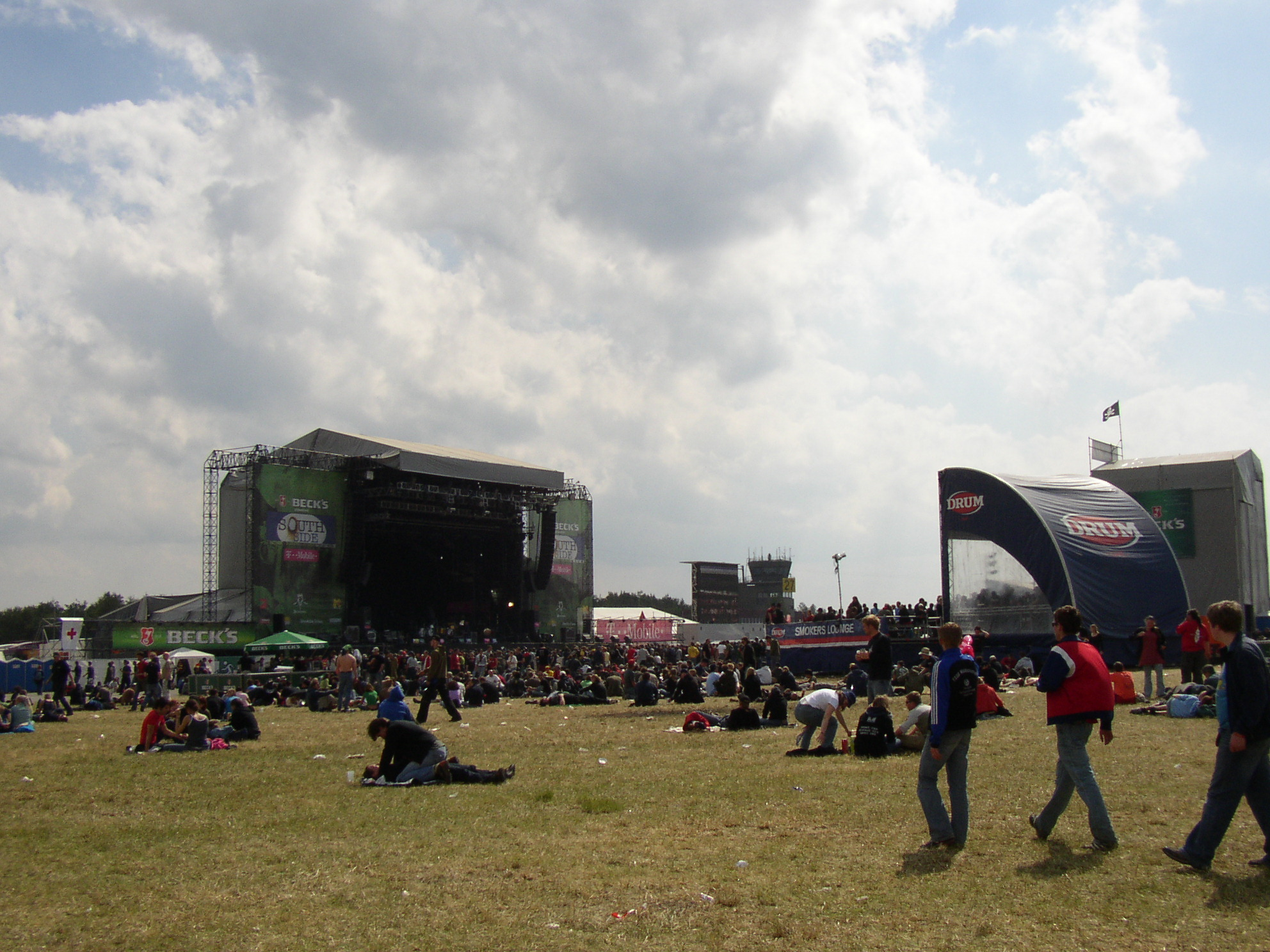
Escenario verde en el 2005.

El Southside Festival, también conocido como Southside, es un festival de música rock que se celebra en junio cerca de la localidad alemana de Tuttlingen. El festival está patrocinado por el canal musical VIVA, que pertenece a Viacom desde finales del 2004. 
El Hurricane Festival, a veces llamado la madre de Southside, tiene lugar los mismos tres días, al norte de Alemania (en contraposición con el Southside que es al sur). Se trata de dos festivales gemelos, ya que suelen contar con el mismo cartel de bandas.

## Historia
Tras el gran éxito del Hurricane Festival, FKP Scorpio se decidió a crear un evento similar en el sur de Alemania. En el año 1999 una base aérea en Neubiberg, cerca de Múnich, fue elegida. En el 2000 el festival se trasladó a otra base aérea, esta vez en Neuhausen ob Eck, que está cerca de Friburgo y Stuttgart.
Debido a la relativa proximidad de otros países (Francia, Austria, Suiza y Liechtenstein están a menos de 100km de distancia), la audiencia es multitudinaria.

## Ediciones anteriores
- 2001: Ash, Backyard Babies, Blackmail, Die Happy, Donots, Faithless, Fantômas, Fink, Fun Lovin' Criminals, Fünf Sterne Deluxe, Goldfinger, Grand Theft Audio, The Hellacopters, The Hives, Iggy Pop, Incubus, JJ72, Krezip, K's Choice, Last Days of April, Manu Chao, Nashville Pussy, The Offspring, OPM, Paradise Lost, Phoenix, Placebo, Queens of the Stone Age, Slut, Stereo MC's, Suit Yourself, Thomas D, Tool, Die Toten Hosen, The Weakerthans, Weezer, Wheatus

- 2002: ...And You Will Know Us by the Trail of Dead, A, Die Ärzte, Beatsteaks, Black Rebel Motorcycle Club, The Breeders, Dover, Emil Bulls, The Flaming Sideburns, Garbage, Gluecifer, Heyday, The (International) Noise Conspiracy, Jasmin Tabatabai, Lambretta, Less Than Jake, Lostprophets, Madrugada, Mercury Rev, Nelly Furtado, New Order, No Doubt, The Notwist, The Promise Ring, Queens of the Stone Age, Readymade, Red Hot Chili Peppers, Rival Schools, Simian, Simple Plan, Soulfly, Sportfreunde Stiller, Such A Surge, Suit Yourself, Television, Tocotronic, Union Youth, Zornik

- 2003: 22-20s, Apocalyptica, Asian Dub Foundation, Beth Gibbons and Rustin Man, Blackmail, Brendan Benson, Coldplay, Conic, Console, Counting Crows, Danko Jones, The Datsuns, Fu Manchu, Goldfrapp, Good Charlotte, Grandaddy, Guano Apes, Gus Gus, The Hellacopters, International Pony, Interpol, Kettcar, Live, Massive Attack, The Mighty Mighty Bosstones, Millencolin, Moloko, Nada Surf, NOFX, Patrice, Pete Yorn, Pinkostar, Radiohead, The Roots, Röyksopp, Seeed, Sigur Rós with Amina, Skin, Slut, The Sounds, Starsailor, Supergrass, Therapy?, Turbonegro, Underwater Circus, Underworld, Union Youth

- 2004: Air, Amplifier, Anti-Flag, Ash, Backyard Babies, Beatsteaks, Beginner, Billy Talent, Black Rebel Motorcycle Club, The Bones, Breed 77, Bright Eyes, Bungalow Bang Boys, Colour of Fire, The Cure, Cypress Hill, Danko Jones, Die Happy, Dropkick Murphys, Die Fantastischen Vier, Fireball Ministry, Franz Ferdinand, Fünf Sterne Deluxe, Gentleman & The Far East Band, Gluecifer, Graham Coxon, grannysmith, The Hives, I Am Kloot, Ill Niño, The (International) Noise Conspiracy, Jupiter Jones, Die Kleinen Götter, Life Of Agony, Mando Diao, Mclusky, Mogwai, Monster Magnet, Pixies, PJ Harvey, Placebo, Sarah Bettens, Snow Patrol, Sportfreunde Stiller, Tomte, Wilco, Within Temptation

- 2005: 2raumwohnung, Amplifier, ...And You Will Know Us by the Trail of Dead, Athlete, Audioslave, Beatsteaks, Beck, Boysetsfire, Brendan Benson, Broken Social Scene, Die Ärzte, Dinosaur Jr, Dioramic, Dresden Dolls, Eagles of Death Metal, Fantômas, Feist, Flogging Molly, Idlewild, Ken, Kettcar, La Vela Puerca, Long Jones, Madrugada, Madsen, Mando Diao, Millencolin, Moneybrother, New Order, Nine Inch Nails, Oasis, Phoenix, Queens of the Stone Age, Rammstein, Sarah Bettens, Ska-P, Slut, System Of A Down, Team Sleep, The Eighties Matchbox B-Line Disaster, The Robocop Kraus, The Stands, Turbonegro, Underøath, Wir Sind Helden

- 2006: Adam Green, The Answer, Apocalyptica, Archive, Arctic Monkeys, Ben Harper & the Innocent Criminals, Ben Jammin, Billy Talent, Blackmail, Coheed And Cambria, The Cooper Temple Clause, Death Cab For Cutie, dEUS, Delays, Donavon Frankenreiter, Duels, Elbow, Element Of Crime, Fettes Brot, HARD-Fi, Karamelo Santo, Klee, Lagwagon, Lightning Seeds, Live, Mad Caddies, Mando Diao, Manu Chao Radio Bemba Sound System, Maxïmo Park, Photonensurfer, The Raconteurs, Muse, Panteón Rococó, Seeed, Shout Out Louds, Sigur Rós, Skin, The Brian Jonestown Massacre, The Cardigans, The Feeling, The Hives, The Kooks, The Strokes, Tomte, Two Gallants, Wallis Bird, The Weepies Wir Sind Helden, Within Temptation, Wolfmother, Zebrahead

- 2007: Arcade Fire, Art Brut, Beastie Boys, Bloc Party, Bright Eyes, Die Fantastischen Vier, Dropkick Murphys, Editors, Fotos, Frank Black, Howling Bells, Incubus, Interpol, Isis, Jet, Juliette and the Licks, Karpatenhund, Kings of Leon, La Vela Puerca, Less Than Jake, Manic Street Preachers, Marilyn Manson, Me First and the Gimme Gimmes, Modest Mouse, Mogwai, Mumm-Ra, Pearl Jam, Placebo, Porcupine Tree, Queens of the Stone Age, SchulzeMeierLehmann, Snow Patrol, Sonic Youth, State Radio, Sugarplum Fairy, The Blood Arm, The Bravery, The Films, The Rakes, The Sounds, Tokyo Police Club, Virginia Jetzt!